# 2004-es Formula–1 amerikai nagydíj
Az amerikai nagydíj volt a 2004-es Formula–1 világbajnokság kilencedik futama, amelyet 2004. június 20-án rendeztek meg az egyesült államokbeli Indianapolis Motor Speedwayen, Indianapolisban. Ezen a futamon szerzett pontot Formula–1-es versenyen Baumgartner Zsolt.

## Időmérő edzés
Az időmérő edzésen ezúttal Rubens Barrichello szerezte meg az első helyet, második csapattársa, Schumacher lett.
| Helyezés | Versenyző            | Csapat/Motor     | Idő        | Különbség |
| -------- | -------------------- | ---------------- | ---------- | --------- |
| 1        | Rubens Barrichello   | Ferrari          | 1:10.223   | –         |
| 2        | Michael Schumacher   | Ferrari          | 1:10.400   | + 0.177   |
| 3        | Szató Takuma         | BAR-Honda        | 1:10.601   | + 0.378   |
| 4        | Jenson Button        | BAR-Honda        | 1:10.820   | + 0.597   |
| 5        | Juan Pablo Montoya   | Williams-BMW     | 1:11.062   | + 0.839   |
| 6        | Ralf Schumacher      | Williams-BMW     | 1:11.106   | + 0.883   |
| 7        | Kimi Räikkönen       | McLaren-Mercedes | 1:11.137   | + 0.914   |
| 8        | Olivier Panis        | Toyota           | 1:11.167   | + 0.944   |
| 9        | Fernando Alonso      | Renault          | 1:11.185   | + 0.962   |
| 10       | Mark Webber          | Jaguar-Cosworth  | 1:11.286   | + 1.063   |
| 11       | Cristiano da Matta   | Toyota           | 1:11.691   | + 1.468   |
| 12       | David Coulthard      | McLaren-Mercedes | 1:12.026   | + 1.803   |
| 13       | Christian Klien      | Jaguar-Cosworth  | 1:12.170   | + 1.947   |
| 14       | Giancarlo Fisichella | Sauber-Petronas  | 1:12.470   | + 2.247   |
| 15       | Felipe Massa         | Sauber-Petronas  | 1:12.721   | + 2.498   |
| 16       | Nick Heidfeld        | Jordan-Ford      | 1:13.147   | + 2.924   |
| 17       | Giorgio Pantano      | Jordan-Ford      | 1:13.375   | + 3.152   |
| 18       | Gianmaria Bruni      | Minardi-Cosworth | 1:14.010   | + 3.787   |
| 19       | Baumgartner Zsolt    | Minardi-Cosworth | 1:14.812   | + 4.589   |
| 20       | Jarno Trulli         | Renault          | idő nélkül |           |

## Futam

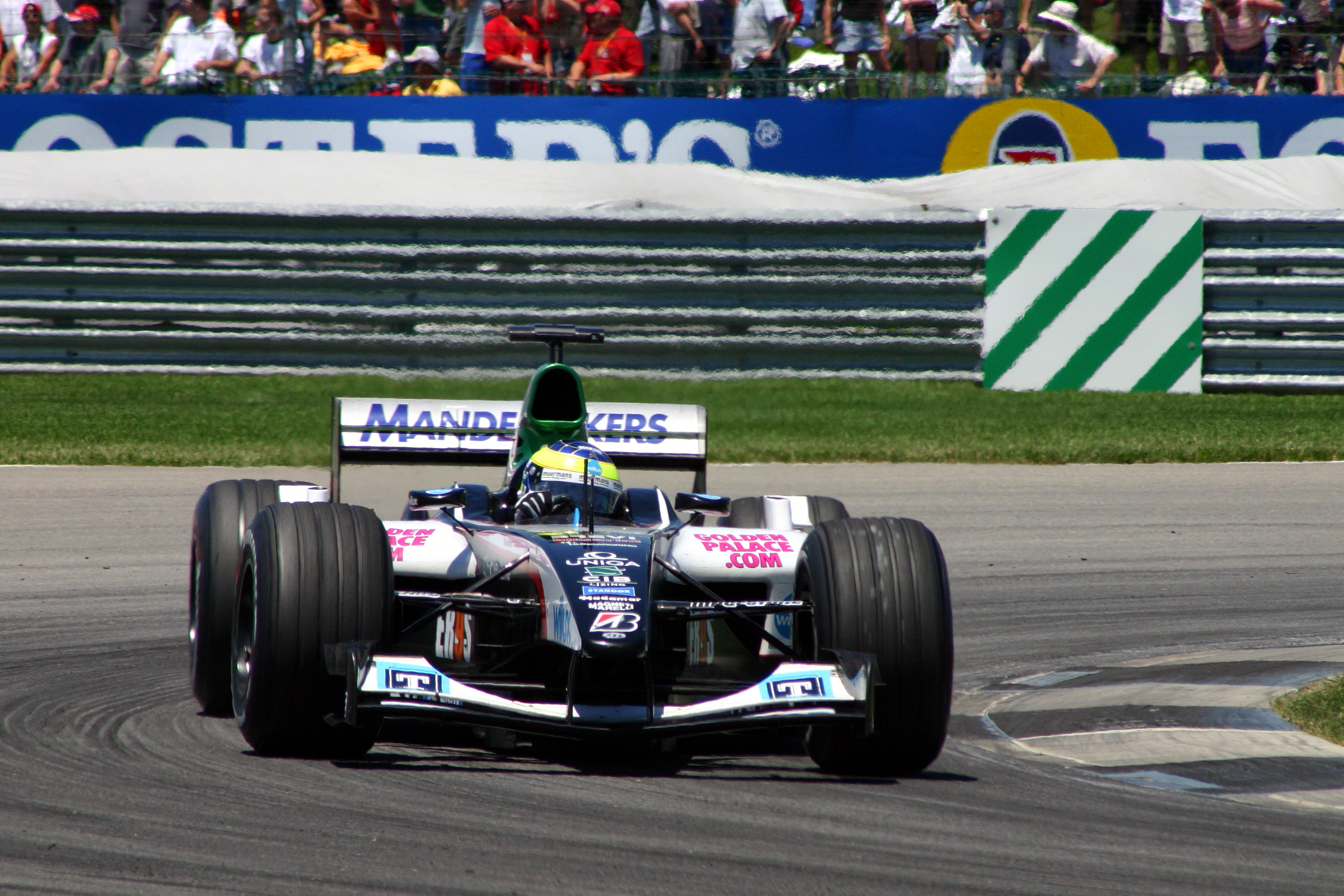
Baumgartner Zsolt megszerezte a Formula–1 történetének első magyar pontját

A verseny egy rajtbalesettel indult melynek Gianmaria Bruni, Giorgio Pantano, Felipe Massa és Christian Klien is részese volt, mind a négyen feladni kényszerültek a futamot. A nyolcadik körben Alonso a célegyenes végén, még a kilencedik körben Ralf Schumacher a pálya ovális részén ütközött a falnak, mindketten defekt miatt. Schumachernek kisebb repedés keletkezett a gerincében ami miatt az ezt követő hat futamot kénytelen volt kihagyni. A Ferrari ismét kettős győzelemnek örülhetett, Schumacher első, Barrichello második lett, Szató Takuma pedig harmadik megszerezve ezzel első dobogós helyezését. További sorrend Jarno Trulli, Olivier Panis, Kimi Räikkönen, David Coulthard és az első magyar pontot szerző Baumgartner Zsolt volt.
| Helyezés | Rajtszám | Versenyző            | Csapat/Motor     | Futott kör | Idő/Kiesés oka                                                           | Rajthely | Pont |
| -------- | -------- | -------------------- | ---------------- | ---------- | ------------------------------------------------------------------------ | -------- | ---- |
| 1        | 1        | Michael Schumacher   | Ferrari          | 73         | 1h40:29.914                                                              | 2        | 10   |
| 2        | 2        | Rubens Barrichello   | Ferrari          | 73         | + 2.950                                                                  | 1        | 8    |
| 3        | 10       | Szató Takuma         | BAR-Honda        | 73         | + 22.036                                                                 | 3        | 6    |
| 4        | 7        | Jarno Trulli         | Renault          | 73         | + 34.544                                                                 | 20       | 5    |
| 5        | 17       | Olivier Panis        | Toyota           | 73         | + 37.534                                                                 | 8        | 4    |
| 6        | 6        | Kimi Räikkönen       | McLaren-Mercedes | 72         | + 1 kör                                                                  | 7        | 3    |
| 7        | 5        | David Coulthard      | McLaren-Mercedes | 72         | + 1 kör                                                                  | 12       | 2    |
| 8        | 21       | Baumgartner Zsolt    | Minardi-Cosworth | 70         | + 3 kör                                                                  | 19       | 1    |
| 9        | 11       | Giancarlo Fisichella | Sauber-Petronas  | 68         | hidraulika                                                               | 14       |      |
| Ki       | 14       | Mark Webber          | Jaguar-Cosworth  | 60         | erőforrás                                                                | 10       |      |
| Kiz      | 3        | Juan Pablo Montoya   | Williams-BMW     | 57         | kizárva (A felvezető kör megkezdése előtt vette igénybe a tartalékautót) | 5        |      |
| Ki       | 18       | Nick Heidfeld        | Jordan-Ford      | 40         | erőforrás                                                                | 16       |      |
| Ki       | 9        | Jenson Button        | BAR-Honda        | 26         | sebességváltó                                                            | 4        |      |
| Ki       | 16       | Cristiano da Matta   | Toyota           | 17         | sebességváltó                                                            | 11       |      |
| Ki       | 4        | Ralf Schumacher      | Williams-BMW     | 9          | baleset                                                                  | 6        |      |
| Ki       | 8        | Fernando Alonso      | Renault          | 8          | baleset                                                                  | 9        |      |
| Ki       | 15       | Christian Klien      | Jaguar-Cosworth  | 0          | baleset                                                                  | 13       |      |
| Ki       | 12       | Felipe Massa         | Sauber-Petronas  | 0          | baleset                                                                  | 15       |      |
| Ki       | 19       | Giorgio Pantano      | Jordan-Ford      | 0          | baleset                                                                  | 17       |      |
| Ki       | 20       | Gianmaria Bruni      | Minardi-Cosworth | 0          | baleset                                                                  | 18       |      |

## A világbajnokság élmezőnyének állása a verseny után
| H  | Versenyzők         | Pont | H  | Konstruktőrök    | Pont |
| -- | ------------------ | ---- | -- | ---------------- | ---- |
| 1. | Michael Schumacher | 80   | 1. | Ferrari          | 142  |
| 2. | Rubens Barrichello | 62   | 2. | Renault          | 66   |
| 3. | Jenson Button      | 44   | 3. | BAR-Honda        | 58   |
| 4. | Jarno Trulli       | 41   | 4. | Williams-BMW     | 36   |
| 5. | Fernando Alonso    | 25   | 5. | McLaren-Mercedes | 17   |

## Statisztikák
A versenyben vezettek:
- Rubens Barrichello 14 kör (1–5., 42–50.)
- Michael Schumacher 59 kör (6–41., 51–73.).

Michael Schumacher 78. (R) győzelme, Rubens Barrichello 9. pole pozíciója, 13. leggyorsabb köre.
- Ferrari 175. GP győzelem
- Ezen a versenyen szerezte Szató Takuma az első Formula–1-es dobogós helyezését.
- Baumgartner Zsolt itt szerezte első és egyetlen Formula–1-es pontját, és egyben a Minardi első pontját is a 2002-es ausztrál nagydíj óta, ahol Mark Webber az ötödik helyen végzett.
- Juan Pablo Montoya a versenyt a boxutcából rajtolva kezdte meg, majd az 57. körben fekete zászlóval kiintették és kizárták, mert a megengedettnél később ült át tartalékautójába, amivel a versenyben részt vett.
- Ralf Schumacher súlyos balesetet szenvedett, ami miatt a következő hat futamon nem tudott rajthoz állni.